# Emile Driant

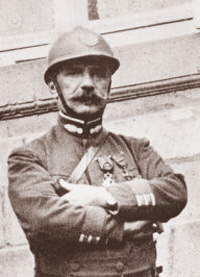
Emile Driant

Emile Driant (Neufchâtel-sur-Aisne (Champagne), 11 september 1855 - Beaumont-en-Verdunois, 22 februari 1916) was een Frans militair, schrijver en politicus.

## Levensloop
Zijn vader, een rechter, had graag gewild dat zijn zoon ook rechten ging studeren, maar na de nederlaag van Frankrijk bij Sedan in 1870 besloot Emile tot het opbouwen van een militaire carrière. Hij ging naar Saint-Cyr in oktober 1875. Daar studeerde hij af in 1877 als vierde van zijn lichting. Hij werd geplaatst bij het 54ste Infanterieregiment. Bij dat regiment voerde hij voornamelijk cartografisch werk uit en bracht hij zijn diensttijd door aan de oostelijke grenzen van Frankrijk, waar hij vertrouwd raakte met het leven van troepen aan het front.
In maart 1883 werd hij geplaatst bij het 4de Regiment Zoeaven in Tunis waar hij stafofficier werd bij de controversiële generaal Georges Boulanger die toen gouverneur was en de bezettingstroepen commandeerde. Driant volgde Boulanger naar Parijs waar de generaal minister van Oorlog werd en in 1888 trouwde hij Marcelle Boulanger, de dochter van de generaal.
In 1892, toen Emile Driant bevorderd werd tot kapitein, was hij al tamelijk bekend door zijn positie als Boulangers assistent in het Ministerie van Oorlog, zijn huwelijk en zijn eerste publicaties. Levendig en intelligent als hij was, had hij veel interesse in de laatste wetenschappelijke en technische vindingen, zoals de luchtballon en de fiets. Zeer geïnteresseerd was hij ook in het mogelijk militaire gebruik daarvan. Zijn literaire productie was enorm en omvatte krantenartikelen, tijdschriften, recensies en vooral ook romans. Onder het pseudoniem "Capitaine Danrit", schreef Driant een serie populaire boeken voor jongeren in de stijl van Jules Verne, zoals "La Guerre de Demain" of "Histoire d'une famille de soldats". Zijn bedoeling met het schrijven ervan was om bij de jeugd patriottische gevoelens aan te wakkeren. Zijn helden werden dan ook altijd gemotiveerd door liefde voor Frankrijk en plichtsbetrachting.
In 1899 kreeg Driant het commando over het 1ste bataljon Chasseurs (lichte infanterie). Hij was erg trots op zijn Jagers en was ook een populaire commandant. Hij merkte echter dat zijn carrière niet verder zou komen als gevolg van zijn rechtse en katholieke standpunten, terwijl er in de toenmalige Franse politiek een sterk antiklerikalisme leefde. In 1905 nam hij ontslag uit het leger en wijdde zich daarna aan de journalistiek en het houden van spreekbeurten om op die manier 'het leger vanuit de burgermaatschappij te kunnen dienen'.
Nadat hij in 1910 was gekozen als député (parlementslid) voor Nancy, verdubbelde Emile Driant zijn pogingen om de nationale defensie te versterken. Hij had geen duidelijk gedefinieerde politieke stellingname, maar hij verdedigde de waarden van het katholicisme en het patriottisme en wenste dat Frankrijk de verloren gebieden Elzas en Moselle zou heroveren.

### Eerste Wereldoorlog

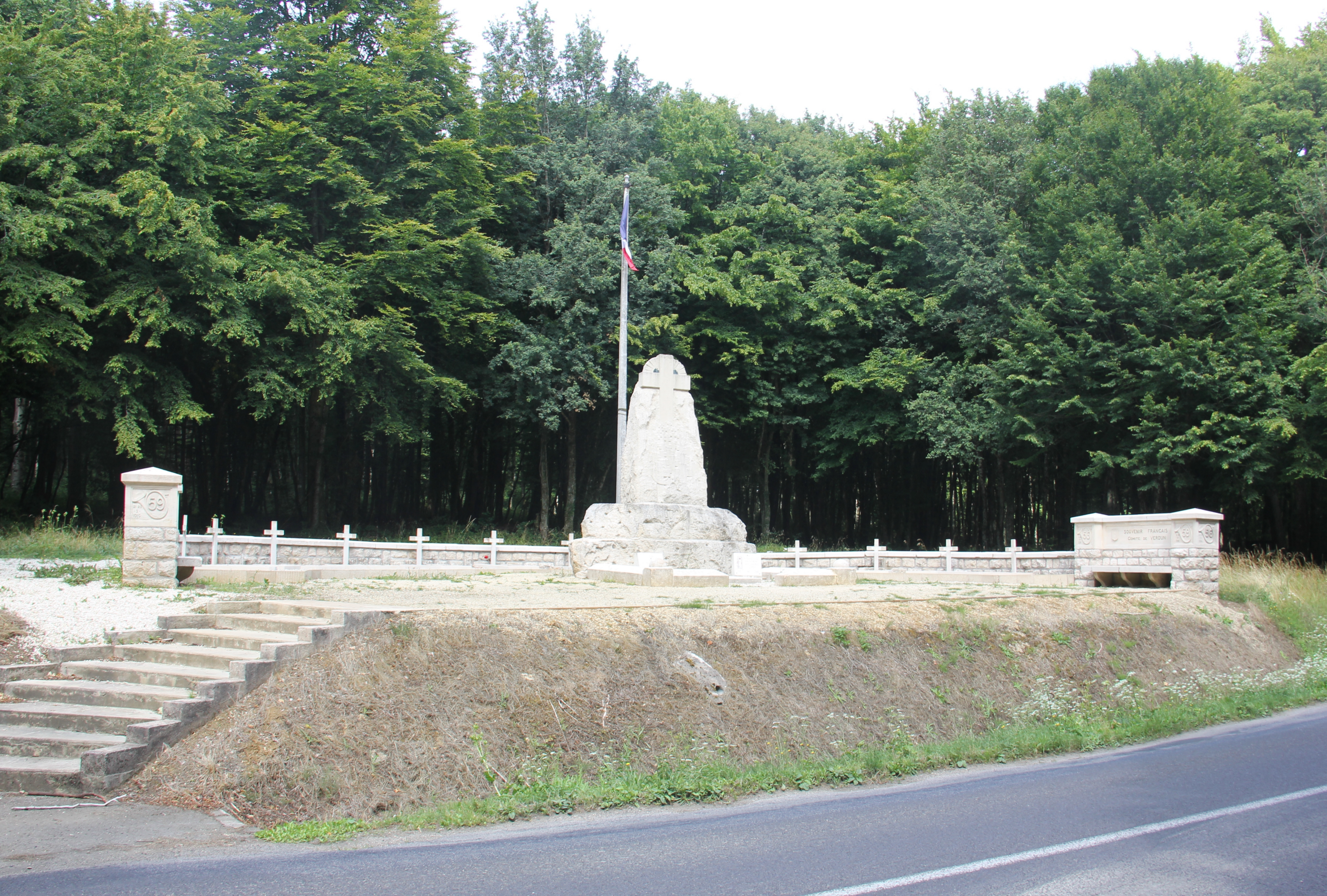
Monument voor Emile Driant en de Chasseurs (Bois des Caures)

Toen de oorlog uitbrak in augustus 1914 nam hij onmiddellijk weer dienst als militair en kreeg hij het commando over het 56ste en 59ste bataljon Chasseurs. Tegelijk bleef hij actief als parlementslid en was onder andere betrokken bij de wetgeving rond de stichting van het Croix de Guerre. Zijn vaste geloof in het principe van parlementaire controle op het leger brachten hem ertoe de tekortkomingen in bepaalde sectoren van het front rechtstreeks te melden aan de president van de Republiek. Dat bezorgde hem de haat van generaal Joseph Joffre.
Toen de slag om Verdun begon op 21 februari 1916 lagen Driants 1200 Chasseurs op posities in het Bois des Caures ten noorden van de stad. Ze moesten daar het zwaarste artilleriebombardement in de geschiedenis tot dan toe ondergaan en moesten daarna strijd leveren tegen een overweldigende overmacht, totdat ze op de middag van 22 februari dreigden te worden omsingeld. Luitenant-kolonel Driant gaf zijn weinige overblijvende manschappen opdracht terug te trekken in de richting van Beaumont. Tijdens die terugtocht werd Driant door een kogel getroffen in zijn hoofd. Hij strekte zijn armen uit en riep: "Oh, mon Dieu!" en viel voorover op de grond. Omdat de mannen die bij hem waren krijgsgevangen werden gemaakt door de Duitsers, bereikte het nieuws van zijn dood Parijs pas op 3 april. Enige tijd later kreeg zijn vrouw een brief uit Duitsland, waarin haar werd verteld dat haar man eervol begraven was en dat zijn graf zorgvuldig bewaard zou blijven tot het weer vrede zou zijn.
Door hun posities te houden en tot het eind te vechten offerden luitenant-kolonel Emile Driant en zijn Chasseurs (omsingeld en overlopen) hun leven teneinde de opmars van de vijand te vertragen. Emile Driant wordt met trots herdacht door de bevolking van Verdun, die nog steeds de gevechten in het Bois des Caures gedenkt met een ceremonie op de 21ste februari van elk jaar.